# Parastichtis
Parastichtis là một chi bướm đêm thuộc họ Noctuidae.

## Loài
- Parastichtis suspecta (Hübner, [1817]) (đồng nghĩa: Parastichtis discivaria (Walker, 1856))